# Valea Doftanei (gmina)
Valea Doftanei – gmina w Rumunii, w okręgu Prahova. Obejmuje miejscowości Teșila i Trăisteni. W 2011 roku liczyła 6162 mieszkańców.